# Xiria limbata
Xiria limbata är en tvåvingeart som beskrevs av de Meijere 1924. Xiria limbata ingår i släktet Xiria och familjen bredmunsflugor. Inga underarter finns listade i Catalogue of Life.